# Álmos el Ciego
Álmos  (en croata y eslovaco Almoš) (¿?-1129) fue un príncipe real de Hungría, hijo del rey Géza I y Sofía de Looz. Álmos era hermano del rey Colomán. Ocupó varios puestos gubernamentales en el reino de Hungría y condujo numerosos alzamientos contra su hermano el rey para obtener la corona húngara. Su hermano mayor lo mandó cegar para incapacitarlo para el reinado, tras lo cual fue conocido como Álmos el Ciego (en húngaro: Vak Álmos).

## Biografía
Entre 1084 y 1091 fue duque de Eslavonia; entre 1091 y 1095 fue nombrado rey de Eslavonia (este de Croacia). En 1095 Colomán destronó a Álmos, haciéndolo duque del Principado de Nitra. 
Álmos, apoyado por los monarcas de Alemania y Bohemia, entró en conflicto con Colomán en 1098, después de que este se hubiera declarado rey de toda Croacia en 1097 (coronado en 1102). El 21 de agosto de 1104 Álmos se casó con Predslava, hija de Svyatopolk II de Kiev. 
Colomán hizo las paces con Álmos en 1108, pero tan solo para encarcelarlo junto a su hijo Béla en 1108 o 1109. Álmos fue el último duque de Nitra (Nyitra en húngaro), y su posterior retiro marca también el final del ducado de la frontera de Nitra y así, la integración completa de la mayor parte de lo que hoy es Eslovaquia en el reino de Hungría.

Amikor a Herceg Csórba érkezett és az elfogott egy varjút, ekkor jámbor lelkű herceg ezt mondotta: Ez a varjú, ugye megesküdnék a sólyomnak, ha szabadon engedi többé nem fog károgni? ("Cuando el príncipe arribó a Csór y capturó un cuervo, entonces el príncipe de alma devota dijo lo siguiente: Este cuervo, ¿cierto es que le juraría al halcón que nunca más graznaría, solo para que este lo dejase en libertad?").
Texto de la Crónica Picta Húngara 

En 1113 el rey Colomán estaba en extremo preocupado porque su pequeño hijo Esteban no pudiese acceder al trono ante el peligro que representaba Álmos. Por esto, hizo arrestar a su hermano el príncipe y a su sobrino Bela de 5 años de edad y los encerró en el monasterio de Dömös. Ambos fueron cegados para incapacitarlos para el reinado. Sin embargo, su ejecución fue impedida por los monjes, quienes empuñando armas los defendieron de los guardias reales.
En 1116 murió el rey Colomán y su hijo fue coronado como Esteban II de Hungría, pues no había nadie que pusiese en peligro su poder. Álmos el Ciego permaneció en el monasterio por 13 años hasta 1126, cuando consiguió escapar a Grecia, dejando a su hijo Bela el Ciego en el monasterio para evitar ponerle en peligro. Álmos residió en la ciudad macedónica de Constantin, tras lo cual tomó ese mismo nombre para sí mismo, y allí fue donde murió en 1127.
Esteban II se encontraba amargado al no haber tenido descendientes, preocupado por quién sería el próximo rey húngaro. Para su regocijo se enteró en 1228 que su primo Bela el Ciego seguía vivo y residía aún en el monasterio de Dömös, tras lo cual lo hizo traer de inmediato. Le nombró su heredero y le comprometió en matrimonio con Helena de Raška. De esta manera, fue Bela el Ciego, el hijo de Álmos el Ciego, quien sucedió en el trono a Esteban II tras su muerte en 1131.
Los restos monartales de Álmos fueron trasladados en 1131 por su hijo desde Macedonia hasta Székesfehérvár.

## Familia
Los hijos de Álmos con Predslava fueron:
1. Adelaida, (julio de 1105–15 de septiembre de 1140); se casó en 1123 con el duque Sobeslao I de Bohemia
2. Béla II de Hungría
3. Eduviges, se casó en 1132 con el duque Adalberto de Austria (1107–1137/38)